# Leo Fleider
Leo Hermanoff, més conegut com a Leo Fleider (Hermanowa, Galítsia, Imperi Austrohongarès, actualment Podkarpackie, Polònia, 12 d'octubre de 1913 − Buenos Aires, Argentina, 5 d'agost de 1977) fou un director de cinema i guionista figura important del cinema argentí clàssic, d'origen polonès.
Després d'esdevenir orfe durant la Primera Guerra Mundial, amb deu anys fugí en tren a París, on va rebre diners i un passatge per part del seu germà, qui havia emigrat a l'Argentina. El seu debut en el cinema va ser el 1930, quan va fer d'attrezzista, compaginador, ajudant de càmera, fotògraf, camerògraf i assistent de direcció. Després de dirigir el documental Els pobles adormits (1947) focalitzà la seva carrera principalment en la producció de comèdies amb actors com Luis Brandoni i Lolita Torres.
Va dirigir una trentena de pel·lícules entre el 1950 i el 1974, entre les quals cal destacar Amor a primera vista (1956]), Aconcagua (1974) i ¡Arriba juventud! ([1971). Va guanyar el premi Cóndor Acadèmic al millor treball amb càmera el 1943] amb la pel·lícula Tres homes del riu per part de l'Acadèmia d'Arts i Ciències Cinematogràfiques de l'Argentina.

## Filmografia
| Data d'estrena | Títol                               | Comentaris                 |
| -------------- | ----------------------------------- | -------------------------- |
| 1947           | Los pueblos dormidos                | Com a director             |
| 1951           | Locuras, tiros y mambo              | Com a director             |
| 1951           | Sombras en la frontera              | Com a director             |
| 1952           | La muerte en las calles             | Com a director             |
| 1952           | Torrente indiano                    | Com a director             |
| 1952           | Los sobrinos del zorro              | Com a director             |
| 1953           | Trompada 45                         | Com a director             |
| 1953           | La casa grande                      | Com a director             |
| 1954           | Desalmados en pena                  | Com a director             |
| 1955           | Vida nocturna                       | Com a director             |
| 1955           | Los hermanos corsos                 | Com a director             |
| 1956           | Novia para dos                      | Com a director             |
| 1956           | Amor a primera vista                | Com a director             |
| 1959           | Campo arado                         | Com a director             |
| 1962           | Interpol llamando a Río             | Com a director             |
| 1963           | Canuto Cañete, conscripto del siete | Com a director             |
| 1964           | Canuto Cañete y los 40 ladrones     | Com a director             |
| 1964           | Aconcagua (rescate heroico)         | Com a director             |
| 1965           | Ahorro y préstamo para el amor      | Com a director             |
| 1965           | Canuto Cañete, detective privado    | Com a director             |
| 1966           | Escala musical                      | Com a director             |
| 1966           | Vivir es formidable                 | Com a director             |
| 1967           | Cautiva en la selva                 | Com a director             |
| 1969           | Los debutantes en el amor           | Com a director i guionista |
| 1970           | Muchacho                            | Com a director             |
| 1971           | Embrujo de amor                     | Com a director             |
| 1971           | Siempre te amaré                    | Com a director i guionista |
| 1971           | ¡Arriba juventud!                   | Com a director i guionista |
| 1972           | Destino de un capricho              | Com a director i guionista |
| 1972           | Piloto de pruebas                   | Com a director i guionista |
| 1973           | Titanes en el ring                  | Com a director i guionista |
| 1974           | Operación Rosa Rosa                 | Com a director i guionista |
| 1974           | Ésta es mi Argentina                | Com a director             |
| 1974           | Crimen en el hotel alojamiento      | Com a director             |